# Gary Kellgren
Gary Kellgren (7. dubna 1939 Shenandoah – 20. července 1977 Los Angeles) byl americký zvukový inženýr a hudební producent.

## Kariéra
Svou kariéru zahájil ve druhé polovině šedesátých let v New Yorku, pracoval například ve studiích Scepter Studios a Mayfair Studios. Podílel se například na prvních dvou albech skupiny The Velvet Underground (The Velvet Underground & Nico a White Light/White Heat) a spolupracoval také s Frankem Zappou (jeho šepot je slyšet na albu We're Only in It for the Money). V roce 1968 založil spolu s podnikatelem Chrisem Stonem studio Record Plant Studios. Jako producent se podílel například na desce I've Got My Own Album to Do zpěváka a kytaristy Ronnieho Wooda. Během své kariéry spolupracoval s mnoha dalšími hudebníky, mezi něž patří například Jimi Hendrix, Cass Elliot, Buddy Miles nebo skupina Soft Machine. V roce 1977 byl se svou přítelkyní a sekretářkou Kristianne Gaines nalezen mrtvý v bazénu ve svém domě v Los Angeles.